# František Hirsche
František Hirsche (2. prosince 1878 Praha – 5. června 1971 Brandýs nad Labem) byl český cyklista.
Stal se několikrát mistrem Rakouska-Uherska v cyklistice jako amatér. Byl u zrození AC Sparta, společně s kamarády bratry Rudlovými. Na Letních olympijských hrách 1900 závodil ve sprintu na 2000 metrů, kde nepostoupil z rozjížďky. Většinu života strávil v Brandýse nad Labem, kde také aktivně, až do své smrti, sportoval. Věnoval se zejména jízdě na koni a v pozdějším věku také šachu.
Mezi světovými válkami pracoval jako obchodní cestující u společnosti Melichar, firmy na zemědělské stroje. Později se stal ředitelem záložny v Brandýse nad Labem. Po roce 1948 odešel do důchodu.
Z manželství s Marií, rozenou Fialovou, se narodil syn František (1921–2006).